# Phoenix of RISE Championship
El Phoenix of RISE Championship (Campeonato Phoenix of RISE, en inglés) es el campeonato femenino creado y utilizado por la compañía estadounidense independiente Rise Wrestling. Fue establecido el 10 de noviembre de 2016. La primera campeona es Angel Dust quien fue coronada en RISE 1: Ignite celebrado el 10 de noviembre de 2016. La campeona actual es Big Swole, quien se encuentra en su primer reinado.

## Campeonas

### Campeona actual
La actual campeona es Big Swole, quien se encuentra en su primer reinado como campeona. Swole ganó el campeonato tras derrotar a la excampeona Zoe Lucas el 10 de agosto de 2019 en The Summit.
Swole registra hasta el 29 de junio de 2025 las defensas televisadas:

### Lista de campeonas
|   | Luchadora         | N.º | Fecha                   | Días  | Show o evento                 | Notas y referencias                                                                   |
| - | ----------------- | --- | ----------------------- | ----- | ----------------------------- | ------------------------------------------------------------------------------------- |
| 1 | Angel Dust        | 1   | 10 de noviembre de 2016 | 121   | RISE 1: Ignite                | Derrotó a Britt Baker, Delilah Doom y Kate Carney para coronar a la primera campeona. |
| 2 | Shotzi Blackheart | 1   | 11 de marzo de 2017     | 244   | AIW Girls Night Out 19        | Este es el reinado más largo de la historia del campeonato.                           |
| 3 | Delilah Doom      | 1   | 10 de noviembre de 2017 | 236   | RISE 5: Rising Sun            | [ 3 ]                                                                                 |
| — | Vacante           | —   | 4 de julio de 2018      | —     | N/A                           | Debido a una lesión de Doom.                                                          |
| 4 | Tessa Blanchard   | 1   | 7 de julio de 2018      | 104   | RISE 9: RISE of The Knockouts | Derrotó a Mercedes Martinez en un Iron Man match de 30 minutos por el título vacante. |
| 5 | Mercedes Martinez | 1   | 19 de octubre de 2018   | 161   | RISE 10: Insanity             | Fue un Iron Man match de 75 minutos.                                                  |
| 6 | Kylie Rae         | 1   | 29 de marzo de 2019     | 0     | RISE 13: Legendary            | Fue un Submission Match.                                                              |
| 7 | Zoe Lucas         | 1   | 29 de marzo de 2019     | 134   | RISE 13: Legendary            | Fue un Gauntlet Match de 30 luchadoras.                                               |
| 8 | Big Swole         | 1   | 10 de agosto de 2019    | 2150+ | The Summit                    | [ 8 ]                                                                                 |

### Total de días con el título
La siguiente lista muestra el total de días que una luchadora ha poseído el campeonato si se suman todos los reinados que posee. Actualizado a la fecha del 29 de junio de 2025.
| + | Indica a la campeona actual |

| N.º | Campeona          | Reinados | Total de días |
| --- | ----------------- | -------- | ------------- |
| 1   | Shotzi Blackheart | 1        | 244           |
| 2   | Delilah Doom      | 1        | 236           |
| 3   | Big Swole         | 1        | 2150+         |
| 4   | Mercedes Martinez | 1        | 161           |
| 5   | Zoe Lucas         | 1        | 134           |
| 6   | Angel Dust        | 1        | 121           |
| 7   | Tessa Blanchard   | 1        | 104           |
| 8   | Kylie Rae         | 1        | 0             |